# Tephronia nigra
Tephronia nigra är en fjärilsart som beskrevs av Hans Rebel. Tephronia nigra ingår i släktet Tephronia och familjen mätare. Inga underarter finns listade i Catalogue of Life.